# П'єтро Рава
П'єтро Рава (італ. Pietro Rava, нар. 21 січня 1916, Кассіне — пом. 5 листопада 2006, Турин) — італійський футболіст, захисник. По завершенні ігрової кар'єри — футбольний тренер.
Як гравець насамперед відомий виступами за «Ювентус» та національну збірну Італії.
Чемпіон Італії. Дворазовий володар Кубка Італії. У складі збірної — чемпіон світу. олімпійський чемпіон.

## Клубна кар'єра
Народився 21 січня 1916 року в місті Кассіне. Вихованець футбольної школи клубу «Ювентус». Дорослу футбольну кар'єру розпочав 1935 року в основній команді того ж клубу, в якій провів десять сезонів, взявши участь у 230 матчах чемпіонату. Більшість часу, проведеного у складі «Ювентуса», був основним гравцем захисту команди.
Влітку 1938 року брав участь у матчах Кубка Мітропи. «Ювентус» дістався півфінальної стадії, перемігши Хунгарію (Будапешт) (3:3, 6:1) і Кладно (4:2, 2:1). В 1/2 фіналу «стара синьйора» у першій грі перемогла з рахунком 3:2 «Ференцварош», але у матчі-відповіді поступилась 0:2 і вибула зі змагань.
В сезоні 1946-47 грав у складі команди «Алессандрія», після чого повернувся до «Ювентуса». Відіграв за «стару синьйору» ще три сезони своєї ігрової кар'єри. Граючи у складі «Ювентуса» знову здебільшого виходив на поле в основному складі команди.
Завершив професійну ігрову кар'єру у клубі «Новара», за команду якого виступав протягом 1950—1952 років.

## Виступи за збірну
1935 року дебютував в офіційних матчах у складі національної збірної Італії. Протягом кар'єри у національній команді, яка тривала 12 років, провів у формі головної команди країни 30 матчів.
У складі збірної був учасником футбольного турніру на Олімпійських іграх 1936 року у Берліні, здобувши того року титул олімпійського чемпіона, а також переможного для італійців чемпіонату світу 1938 року у Франції.

## Кар'єра тренера
Розпочав тренерську кар'єру відразу ж по завершенні кар'єри гравця, 1952 року, очоливши тренерський штаб клубу «Падова».
В подальшому очолював команди клубів «Сампдорія» та «Палермо».
Останнім місцем тренерської роботи був клуб «Алессандрія», команду якого П'єтро Рава очолював як головний тренер до 1963 року.
Помер 5 листопада 2006 року на 91-му році життя у місті Турин.
| Дата       | Місто     | Господарі      | Результат  | Гості     | Турнір                   | Голи | Примітки |
| ---------- | --------- | -------------- | ---------- | --------- | ------------------------ | ---- | -------- |
| 03/08/1936 | Берлін    | США            | 0 – 1      | Італія    | ОІ 1936                  | -    |          |
| 07/08/1936 | Берлін    | Японія         | 0 – 8      | Італія    | ОІ 1936                  | -    |          |
| 10/08/1936 | Берлін    | Норвегія       | 1 – 2 д.ч. | Італія    | ОІ 1936                  | -    |          |
| 15/08/1936 | Берлін    | Австрія        | 1 – 2 д.ч. | Італія    | ОІ 1936 - Фінал          | -    | чемпіони |
| 25/04/1937 | Турин     | Італія         | 2 – 0      | Угорщина  | Кубок Центральної Європи | -    |          |
| 23/05/1937 | Прага     | Чехословаччина | 0 – 1      | Італія    | Кубок Центральної Європи | -    |          |
| 27/05/1937 | Осло      | Норвегія       | 1 – 3      | Італія    | товариський матч         | -    |          |
| 31/10/1937 | Женева    | Швейцарія      | 2 – 2      | Італія    | Кубок Центральної Європи | -    |          |
| 05/12/1937 | Париж     | Франція        | 0 – 0      | Італія    | товариський матч         | -    |          |
| 15/05/1938 | Мілан     | Італія         | 6 – 1      | Бельгія   | товариський матч         | -    |          |
| 22/05/1938 | Генуя     | Італія         | 4 – 0      | Югославія | товариський матч         | -    |          |
| 05/06/1938 | Марсель   | Норвегія       | 1 – 2 д.ч. | Італія    | ЧС 1938 - 1/8 фіналу     | -    |          |
| 12/06/1938 | Париж     | Франція        | 1 – 3      | Італія    | ЧС 1938 - чвертьфінал    | -    |          |
| 16/06/1938 | Марсель   | Бразилія       | 1 – 2      | Італія    | ЧС 1938 - півфінал       | -    |          |
| 19/06/1938 | Париж     | Угорщина       | 2 – 4      | Італія    | ЧС 1938 - Фінал          | -    | чемпіони |
| 20/11/1938 | Болонья   | Італія         | 2 – 0      | Швейцарія | товариський матч         | -    |          |
| 04/12/1938 | Неаполь   | Італія         | 1 – 0      | Франція   | товариський матч         | -    |          |
| 26/03/1939 | Флоренція | Італія         | 3 – 2      | Німеччина | товариський матч         | -    |          |
| 13/05/1939 | Мілан     | Італія         | 2 – 2      | Англія    | товариський матч         | -    |          |
| 04/06/1939 | Белград   | Югославія      | 1 – 2      | Італія    | товариський матч         | -    |          |
| 08/06/1939 | Будапешт  | Угорщина       | 1 – 3      | Італія    | товариський матч         | -    |          |
| 11/06/1939 | Бухарест  | Румунія        | 0 – 1      | Італія    | товариський матч         | -    |          |
| 20/07/1939 | Гельсінкі | Фінляндія      | 2 – 3      | Італія    | товариський матч         | -    |          |
| 12/11/1939 | Цюрих     | Швейцарія      | 3 – 1      | Італія    | товариський матч         | -    | кап.     |
| 03/03/1940 | Турин     | Італія         | 1 – 1      | Швейцарія | товариський матч         | -    |          |
| 05/05/1940 | Мілан     | Італія         | 3 – 2      | Німеччина | товариський матч         | -    |          |
| 01/12/1940 | Генуя     | Італія         | 1 – 1      | Угорщина  | товариський матч         | -    |          |
| 05/04/1942 | Генуя     | Італія         | 4 – 0      | Хорватія  | товариський матч         | -    | кап.     |
| 19/04/1942 | Мілан     | Італія         | 4 – 0      | Іспанія   | товариський матч         | -    |          |
| 01/12/1946 | Мілан     | Італія         | 3 – 2      | Австрія   | товариський матч         | -    |          |
| Усього     |           | Матчів         | 30         |           | Голів                    | 0    |          |

### Статистика виступів у кубку Мітропи
| №                      | Розіграш               | Стадія                 | Дата та місце проведення | Команда 1              | Рахунок                                            | Команда 2           | Голи та інші дії |
| ---------------------- | ---------------------- | ---------------------- | ------------------------ | ---------------------- | -------------------------------------------------- | ------------------- | ---------------- |
| 1                      | 1938                   | 1/8                    | 26.06.1938, Будапешт     | Хунгарія (Будапешт)    | 3:3 [Архівовано 27 лютого 2021 у Wayback Machine.] | Ювентус             |                  |
| 2                      | 1938                   | 1/8                    | 3.07.1938, Турин         | Ювентус                | 6:1 [Архівовано 14 квітня 2015 у Wayback Machine.] | Хунгарія (Будапешт) |                  |
| 3                      | 1938                   | 1/4                    | 10.07.1938, Турин        | Ювентус                | 4:2 [Архівовано 8 травня 2013 у Wayback Machine.]  | Кладно              |                  |
| 4                      | 1938                   | 1/4                    | 17.07.1938, Кладно       | Кладно                 | 1:2 [Архівовано 17 жовтня 2020 у Wayback Machine.] | Ювентус             |                  |
| 5                      | 1938                   | 1/2                    | 24.07.1938, Турин        | Ювентус                | 3:2 [Архівовано 12 травня 2021 у Wayback Machine.] | Ференцварош         |                  |
| 6                      | 1938                   | 1/2                    | 31.07.1938, Будапешт     | Ференцварош            | 2:0 [Архівовано 22 квітня 2021 у Wayback Machine.] | Ювентус             |                  |
| Всього у кубку Мітропи | Всього у кубку Мітропи | Всього у кубку Мітропи | Всього у кубку Мітропи   | Всього у кубку Мітропи | 6                                                  |                     | 0                |

## Титули і досягнення
- Чемпіон світу (1):

1938
- Олімпійський чемпіон: 1936
- Чемпіон Італії (1):

«Ювентус»: 1949–50
- Володар Кубка Італії (2):

«Ювентус»: 1937–38, 1941–42